# Nabierieżnoje (rejon wołowski)
Nabierieżnoje (ros. Набережное) – wieś (ros. село, trb. sieło) w zachodniej Rosji, centrum administracyjne sielsowietu nabierieżańskiego rejonu wołowskiego w obwodzie lipieckim.

## Geografia
Miejscowość położona nad rzeką Ołym, 17,5 km od centrum administracyjnego rejonu (Wołowo), 123 km od stolicy obwodu (Lipieck).
W granicach miejscowości znajdują się ulice: Bieriegowaja, Centralnaja, Gagarina, Intiernacionalnaja, Kołchoznaja, Mołodiożnaja, Pocztowaja, Puszkina, Sielskaja, Sirieniewaja, Sowchoznaja, Sowietskaja, Zielonaja, Żeleznodorożnaja.

## Demografia
W 2012 r. miejscowość zamieszkiwało 950 osób.